# Emilio Lafferranderie
Emilio Lafferranderie Lescano (Minas, Uruguay, 30 de noviembre de 1931-Lima, 6 de febrero de 2010) fue un periodista deportivo uruguayo, uno de los más importantes de Sudamérica. Conocido con el sobrenombre del Veco, se afincó en el Perú desde 1982, país en donde condujo un programa radial en la emisora RPP y también redactó para el diario El Comercio. 

## Biografía
Emilio Lafferranderie nació el 30 de noviembre de 1931 en Minas, Lavalleja (Uruguay). Desde pequeño su padre lo llamaba viejo y él repetía veco, veco, apodo con el que sería conocido a partir de entonces. En 1952, a la edad de 21 años, Lafferranderie incursionó en el periodismo deportivo colaborando en el semanario Fútbol Actualidad, luego en el diario Acción y luego en El Día, a la par que cursaba el tercer año en la Facultad de Odontología de la Universidad de la República de Montevideo. En octubre de 1960 ingresó al diario La Razón de Buenos Aires, entonces el de mayor venta de habla hispana en el mundo. En 1965 fue nombrado jefe de redacción de El Gráfico. Posteriormente trabajó en diferentes radios, fue columnista deportivo del diario "La Opinión", dirigido por Jacobo Timmerman. A su vez, laboró en el semanario "La hoja del lunes".  y En Uruguay fue jefe de deportes de El Día, decano de la prensa de Montevideo, y de Radio Sport.
En agosto de 1982 llegó al Perú, invitado por el comentarista deportivo Alfonso "Pocho" Rospigliosi, para escribir en el diario El Comercio y para integrar el staff de comentaristas del programa Ovación, por un periodo de cuatro meses. Cuando estaba por dejar Lima, recibió una oferta de Panamericana Televisión y se instaló con su familia en el Perú. En ese mismo período, Radio El Sol lo contrató para que conduzca La mañana de El Veco, en el que estuvo cerca de seis años y un reconocimiento del Círculo de Cronistas del Espectáculo. Después pasó a Radio Antena 1, que salió al aire en 1991, en donde presentaba El Veco en Antena 1 por las tardes. En esta producción, estuvo cinco años. Pasó luego a Radioprogramas del Perú en donde tuvo El Show de El Veco, que se difundía de 19:00 a 20:00 horas, y en donde permaneció cerca de una década. 
En 1996 presentó su libro de memorias Oído a la música: Crónicas en El Gráfico.
El 18 de marzo de 2009 publicó su libro Fútbol es Pasión (Planeta, 2009), en el cual están concentrados muchos años de vibrantes relatos.

### Fallecimiento
A mediados de enero de 2010, Lafferranderie sufrió un paro cardiaco que lo alejó de la actividad radial. Luego de estar internado varios días, "El Veco" falleció a las 6:00 p. m. (23:00 UTC) del 6 de febrero de 2010, a la edad de 78 años, dejando un legado imposible de ignorar para las futuras generaciones del periodismo deportivo en el Perú.
Sus restos fueron cremados y sus cenizas enterradas en el camposanto Parque del Recuerdo de Lurín, debido al gran amor que sentía por el país en el que trabajó durante las últimas tres décadas. Así lo manifestaría en una entrevista con esa chispa que lo caracterizó a lo largo de sus años: «No me voy del Perú, tengo mi cama eterna reservada. Estaré en el Parque del Recuerdo junto a mi esposa, Lolo Fernández, Toto Terry y Juan Joya Cordero, así que de noche vamos a conversar largo y tendido, más tendidos que nunca».

## Carrera

### Televisión
- "Gigante Deportivo" Panamericana Televisión (1982-1983)
- "Panorama" Panamericana Televisión (1982-1989)
- 24 Horas (1988-1998), Panamericana Televisión.

### Radio
- "Ovación" de Radio El Sol (1992-1983)
- "La mañana de El Veco" Radio El Sol (1982-1989)
- "El Veco en Antena 1" Radio Antena 1 (1991-1995)
- El Show del Veco (1999-2009), Radio Programas del Perú.

## Libros
- Fútbol es Pasión (2009), Planeta.